# Класична модель Гайзенберґа
Класична модель Гайзенберґа — це {\displaystyle n=3} випадок n-векторної моделі; одна з математичних моделей статистичної фізики, що застосовується для опису феромагнетизму та пов'язаних явищ.

## Означення
Нехай є d-вимірна ґратка, та множина спінів одиничної довжини
{\displaystyle {\vec {s}}_{i}\in \mathbb {R} ^{3},|{\vec {s}}_{i}|=1\quad (1)},
по одному вектору на кожен вузол ґратки.
Тоді класична модель Гайзенберґа означається наступним Гамільтоніаном:
{\displaystyle {\mathcal {H}}=-\sum _{i,j}{\mathcal {J}}_{ij}{\vec {s}}_{i}\cdot {\vec {s}}_{j}\quad (2)}
де {\displaystyle {\mathcal {J}}_{ij}} є константами взаємодії спінів.
Популярне наближення враховуює тільки взаємодію між найближчими сусідами:
{\displaystyle {\mathcal {J}}_{ij}=J,} якщо i та j є сусідами і нулю в протилежному випадку.

Якщо описувати це словами, то енергія системи залежить від кутів між сусідніми спінами.

## Властивості
- У неперервній границі модель Гайзенберґа (2) приводить до наступного рівняння руху

{\displaystyle {\vec {S}}_{t}={\vec {S}}\wedge {\vec {S}}_{xx}.}
Це рівняння зветься неперервним класичним рівнянням Гайзенберґа для феромагнетика. Воно інтеґровне.